# نهائي كأس ولي العهد السعودي 1965
نهائي كأس ولي العهد السعودي 1965، هي مباراة تحديد الفائز بكأس ولي العهد السعودي 1964–65. اقيمت المباراة في ملعب الصبان بمدينة جدة في عام 1966 وقد فاز بالمبارة نادي الاتفاق بعد تغلبة على نادي الاتحاد بنتيجة 3–0.

## تفاصيل المباراة
| نادي الاتفاق | 3–0 | نادي الاتحاد |
| ------------ | --- | ------------ |
|              |     |              |